# Лейксайд (Орегон)
Лейксайд (англ. Lakeside) — місто (англ. city) в США, в окрузі Кус штату Орегон. Населення — 1904 особи (2020).

## Географія
Лейксайд розташований за координатами 43°35′1″ пн. ш. 124°10′15″ зх. д. / 43.58361° пн. ш. 124.17083° зх. д. (43.583617, -124.170762).  За даними Бюро перепису населення США в 2010 році місто мало площу 5,93 км², з яких 5,18 км² — суходіл та 0,76 км² — водойми.

## Демографія
Згідно з переписом 2010 року, у місті мешкало 1699 осіб у 806 домогосподарствах у складі 489 родин. Густота населення становила 286 осіб/км².  Було 967 помешкань (163/км²).
Расовий склад населення:
| - 94,4 % — білих - 1,5 % — корінних американців - 0,3 % — чорних або афроамериканців - 0,2 % — азіатів |

До двох чи більше рас належало 2,6 %. Частка іспаномовних становила 3,2 % від усіх жителів.
За віковим діапазоном населення розподілялося таким чином: 11,9 % — особи молодші 18 років, 53,4 % — особи у віці 18—64 років, 34,7 % — особи у віці 65 років та старші. Медіана віку мешканця становила 57,9 року. На 100 осіб жіночої статі у місті припадало 104,2 чоловіків;  на 100 жінок у віці від 18 років та старших — 101,3 чоловіків також старших 18 років.
Середній дохід на одне домашнє господарство  становив 45 800 доларів США (медіана — 37 413), а середній дохід на одну сім'ю — 56 017 доларів (медіана — 46 920). Медіана доходів становила 54 886 доларів для чоловіків та 38 984 долари для жінок. За межею бідності перебувало 19,1 % осіб, у тому числі 33,7 % дітей у віці до 18 років та 6,5 % осіб у віці 65 років та старших.
Цивільне працевлаштоване населення становило 484 особи. Основні галузі зайнятості: освіта, охорона здоров'я та соціальна допомога — 18,8 %, науковці, спеціалісти, менеджери — 12,6 %, будівництво — 12,0 %, мистецтво, розваги та відпочинок — 11,8 %.